# 奈良県道201号山陵王寺線
奈良県道201号山陵王寺線（ならけんどう201ごう みささぎおうじせん）は、奈良県北葛城郡王寺町を通る一般県道である。

## 概要
北葛城郡王寺町本町3丁目から北葛城郡王寺町本町2丁目に至る。

### 路線データ
- 起点：北葛城郡王寺町本町3丁目
- 終点：北葛城郡王寺町本町2丁目（王寺小学校南交差点、国道168号 交点）
- 総延長：0.65 km

## 地理

### 通過する自治体
- 北葛城郡王寺町

### 交差する道路
| 交差する道路         | 交差する場所 | 交差する場所              |
| -------------------- | ------------ | ------------------------- |
| 国道168号 / 王寺道路 | 本町2丁目    | 王寺小学校南交差点 / 終点 |

### 沿線
- 孝霊天皇陵